# Ray Serste
Ray Serste est un artiste peintre né à Bruxelles en 1959.

## Biographie
En 1979 il étudie la peinture à l'Académie[Laquelle ?].
Dans les années 1986-1999 il participe aux expositions de groupe « Artsprom ».
De 1989 à 1994 il participe à de nombreuses expositions de groupe à Paris.
À partir de 1993 ses peintures se développent sur des formes libres, non limitées à une surface fermée. 
1993, « Art Philipine » commence un retour partiel sur la surface qui oscille entre forme libre et espace.
Les thèmes de cette période entreprennent le dialogue avec la tradition artistique, ou interprètent la symbolique des signes généraux.
Depuis 2000, ses travaux se développent essentiellement sur une surface qui est traitée comme un champ neutre, minimaliste, blanc. Avec le motif il se comporte comme avec la couleur en mettant l'accent sur les répétitions, souvent référence aux fragments d'anciens travaux. Les thèmes développés touchent la fluidité entre réel et illusoire, la discontinuité du sentiment, l'anecdote de la chose vécue et sa relation à notre mémoire.

## Expositions
- Exposition et collaboration avec Tiga Gallery
- Exposition Art Philipine Gallery
- Salon Art Basel (33e édition)
- Salon de Montrouge
- Exposition Jeune Peinture, Jeune Expression, Grand Palais, Paris
- Exposition Artbrussels
- Exposition aux Seychelles et à Ibiza